# Estádio de Ismaília
O Estádio de Ismaília (em árabe: ملعب الاسماعيلية) é um estádio multiuso localizado na cidade de Ismaília, no Egito, inaugurado em 1934. De propriedade do Ismaily Sporting Club, que manda ali seus jogos oficiais por competições nacionais e continentais, o estádio já foi sede oficial de torneios internacionais, dentre os quais destacam-se o Campeonato Mundial de Futebol Sub-17 de 1997, o Campeonato Africano das Nações de 2006 e 2019 e a Copa do Mundo FIFA Sub-20 de 2009. Possui capacidade máxima para 18 525 espectadores.